# Irving Wright
Irving C.Wright, est un joueur de tennis américain né à Boston le 13 mai 1882. Il a notamment remporté les Internationaux des États-Unis en 1917 et 1918, en double mixte (avec Molla Bjurstedt et Hazel Hotchkiss).

## Palmarès (partiel)

### Finales en double
|   | Date | Nom et lieu du tournoi    | Cat.      | ($) | Surface      | Vainqueurs                         | Partenaire    | Score          |
| 1 | 1917 | US Men's National Champ’s | G. Chelem |     | Herbe (ext.) | Fred Alexander Harold Throckmorton | Harry Johnson | 11-9, 6-4, 6-4 |

### Titres en double mixte
|   | Date | Nom et lieu du tournoi                  | Cat.      | ($) | Surface      | Partenaire      | Finalistes                          | Score           |          |
| - | ---- | --------------------------------------- | --------- | --- | ------------ | --------------- | ----------------------------------- | --------------- | -------- |
| 1 | 1917 | US Men's National Champ’s, Newport      | G. Chelem | 0   | Herbe (ext.) | Molla Bjurstedt | Florence Ballin Bill Tilden         | 10-12, 6-1, 6-3 | Parcours |
| 2 | 1918 | US Men's National Champ’s, Forest Hills | G. Chelem |     | Herbe (ext.) | Hazel Hotchkiss | M. Bjurstedt Mallory Fred Alexander | 6-2, 6-3        | Parcours |

### Finales en double mixte
|   | Date | Nom et lieu du tournoi             | Cat.      | ($) | Surface      | Vainqueurs                    | Partenaire      | Score    |          |
| 1 | 1915 | US Men's National Champ’s, Newport | G. Chelem | 0   | Herbe (ext.) | Hazel Hotchkiss Harry Johnson | Molla Bjurstedt | 6-0, 6-1 | Parcours |